# Front Białoruski (1939)
Front Białoruski (ros. Белорусский фронт) – związek operacyjno-strategiczny Armii Czerwonej o kompetencjach administracyjnych i operacyjnych na zachodnim terytorium ZSRR, działający podczas II wojny światowej.

## Działania bojowe
Utworzony 11 września 1939 roku na bazie Białoruskiego Specjalnego Okręgu Wojskowego.

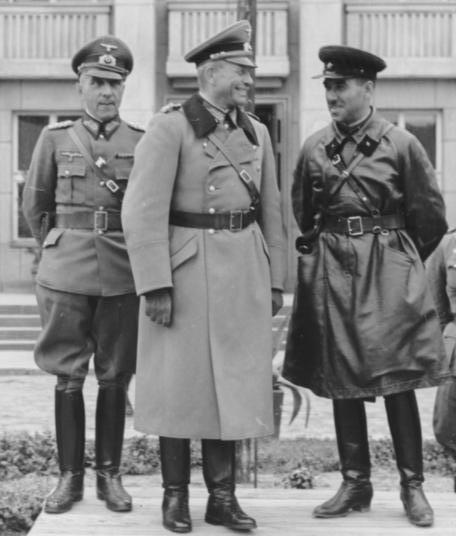
Gen. Mauritz von Wiktorin, gen. Heinz Guderian i kombrig Siemion Kriwoszein odbierają wspólną defiladę Wehrmachtu i Armii Czerwonej w Brześciu

## Dowództwo Frontu
- dowódca komandarm Michaił Kowalow[1]
- zastępca dowódcy – komdiw Fiodor Kuzniecow[2]
- szef sztabu - komkor Maksim Purkajew[2]

## Skład
- 3 Armia (Grupa Połocka) - d-ca komkor Wasilij Iwanowicz Kuzniecow[3]
  - 5 Dywizja Strzelecka
  - 24 Dywizja Kawalerii
  - 22 Brygada Pancerna
  - 25 Brygada Pancerna
  - 4 Korpus Strzelecki
    - 27 Omska Dywizja Strzelecka
    - 50 Dywizja Strzelecka
- 4 Armia (Grupa Słucka) - d-ca komdiw Wasilij Czujkow
  - 23 Korpus Strzelecki
    - 52 Dywizja Strzelecka

  - 8 Dywizja Strzelecka
  - 143 Dywizja Strzelecka
  - 29 Brygada Pancerna
  - 32 Brygada Pancerna
- 10 Armia – d-ca komkor Iwan Zacharkin
  - 11 Korpus Strzelecki
    - 6 Dywizja Strzelecka
    - 33 Dywizja Strzelecka
    - 121 Dywizja Strzelecka
- 11 Armia - d-ca komkor Nikifor Wasiljewicz Miedwiediew
  - Mińska Grupa Szybka
    - III Korpus Kawalerii
      - 7 Dywizja Kawalerii
      - 24 Dywizja Kawalerii
      - 6 Brygada Pancerna

    - 16 Korpus Strzelecki
      - 2 Dywizja Strzelecka
      - 100 Dywizja Strzelecka

  - Dzierżyńska Grupa Konno-Zmechanizowana
    - VI Kozacki Korpus Kawalerii
      - 4 Dywizja Kawalerii
      - 6 Dywizja Kawalerii
      - 11 Dywizja Kawalerii

    - 15 Korpus Czołgów
      - 2 Brygada Pancerna
      - 21 Brygada Pancerna
      - 27 Brygada Pancerna
      - 20 Brygada Strzelców Zmotoryzowanych

    - 5 Korpus Strzelecki
      - 4 Dywizja Strzelecka
      - 13 Dywizja Strzelecka
- Dnieprzańska Flotylla Wojskowa,
- Wojska Ochrony Pogranicza Białorusi - d-ca gen. brygady Iwan Bogdanow

Dodatkowo w trakcie działań w Polsce do Frontu Białoruskiego włączono 3 korpusy strzeleckie, 17 Dywizję Strzelców i brygadę pancerną.